# Łabunie (gmina)
Łabunie – gmina wiejska w województwie lubelskim, w powiecie zamojskim. W latach 1975–1998 gmina administracyjnie należała do województwa zamojskiego.
Siedziba gminy to Łabunie.
Według danych z 31 grudnia 2009 gminę zamieszkiwały 6304 osoby. Natomiast według danych z 31 grudnia 2019 roku gminę zamieszkiwało 6235 osób.

## Ochrona przyrody
Na obszarze gminy znajdują się następujące rezerwaty przyrody:
- rezerwat przyrody Księżostany – chroni naturalne buczyny karpackie – formy podgórskiej, ze starodrzewem bukowym, występującej w pobliżu północno-wschodniej granicy zwartego zasięgu buka;
- rezerwat przyrody Łabunie – chroni bardzo rzadkie rośliny stepowe m.in. miłek wiosenny i len złocisty.

## Struktura powierzchni
Według danych z roku 2002 gmina Łabunie ma obszar 87,48 km², w tym:
- użytki rolne: 74%
- użytki leśne: 20%

Gmina stanowi 4,67% powierzchni powiatu.

## Demografia

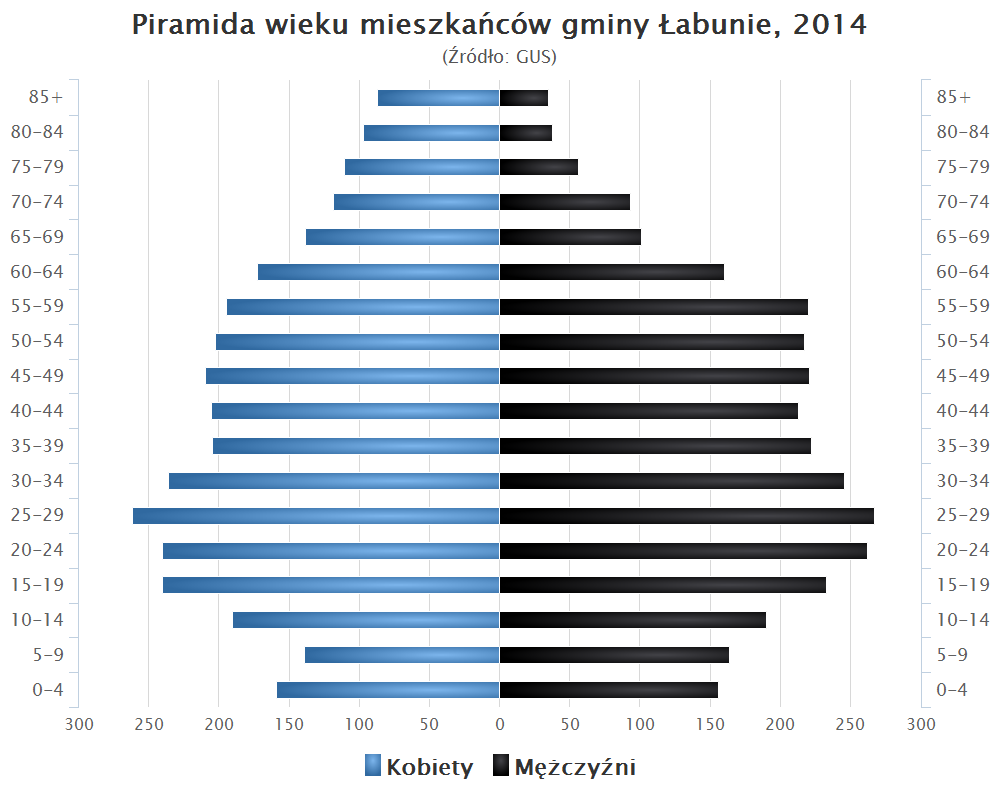
Piramida wieku mieszkańców gminy Łabunie w 2014 roku

Dane z 31 grudnia 2009:
| Opis                              | Ogółem | Ogółem | Kobiety | Kobiety | Mężczyźni | Mężczyźni |
| --------------------------------- | ------ | ------ | ------- | ------- | --------- | --------- |
| jednostka                         | osób   | %      | osób    | %       | osób      | %         |
| populacja                         | 6304   | 100    | 3220    | 51,1    | 3084      | 48,9      |
| gęstość zaludnienia (mieszk./km²) | 72,1   | 72,1   | 36,8    | 36,8    | 35,3      | 35,3      |

## Transport drogowy
Przez gminę przebiega droga krajowa nr 17.

## Sołectwa
Barchaczów, Bródek, Dąbrowa, Łabunie, Łabunie-Reforma, Łabuńki Drugie, Łabuńki Pierwsze, Majdan Ruszowski, Mocówka, Ruszów, Ruszów-Kolonia, Wierzbie, Wólka Łabuńska.

## Sąsiednie gminy
Adamów, Komarów-Osada, Krynice, Sitno, Zamość